# Климатический минимум раннего Средневековья

«Позднеантичный малый ледниковый период», наблюдавшийся между серединой 6-го и 7-м веках.

Климатический минимум раннего Средневековья, или минимум эпохи Великого переселения народов, — общее похолодание климата в Европе, продолжавшееся несколько столетий после римского климатического оптимума. Кульминацией климатического минимума стало похолодание 535—536 годов.
Для ледниковых событий используется термин Позднеантичный малый ледниковый период. Данный термин был впервые введён в научное обращение в 2015 году в работе группы авторов под руководством Ульфа Бюнтгена (Ulf Buntgen), в которой были приведены результаты анализа толщины годичных колец большой выборки деревьев, собранные в высокогорном Алтае. Рост годичных колец замедляется в холодные годы и может служить фактором, позволяющим реконструировать температуру в местности, в которой произрастали деревья. Данные, полученные по алтайским деревьям, показали очень хорошее согласие с уже имеющимися данными по альпийским деревьям, а обнаруженные в ледяных кернах следы вулканического пепла позволили точно датировать даты извержений и оценить их мощность.

## История климата
Начало минимума в разных местах датируется по-разному и в целом охватывает период с 250 по примерно 450 год н. э. Окончание относят примерно к 750 году.
В течение минимума среднегодичная температура была на 1—1,5 градуса ниже нынешней. В целом климат стал более влажным, а зима — более холодной. В Северной, Западной и Центральной Европе, а также в северном Средиземноморье среднегодичная холодная температура также была связана с повышенной влажностью. Граница распространения деревьев в Альпах понизилась примерно на 200 метров, а ледники увеличились. Ледник в Нижнем Гриндельвальде и ещё один швейцарский ледник достигли тех же размеров, что и много столетий спустя во время малого ледникового периода 1300—1800-х годах. В районе Валь-де-Бань римская дорога стала непроходимой. Рост ледника продолжался до середины VIII века.

### Похолодание 535—536 годов
Около 535—536 годов случилась кратковременная всемирная холодная аномалия (похолодание 535—536 годов), связанная с катастрофическим событием, резким снижением прозрачности атмосферы в результате нескольких крупных извержений вулканов в тропиках (см. Кракатау, Илопанго и Рабаул) и в Исландии, или в результате столкновения с крупным метеоритом.
В северных областях и в горных регионах производство вина и злаков стало убыточным. Частыми были неурожаи, росла заболеваемость, детская и старческая смертность. Бури и наводнения привели к утрате части суши на побережье Северного моря и в Южной Англии. В Италии в VI веке н. э. отмечаются частые наводнения.

### Свидетельства исторических источников
Сочинения Иоанна Эфесского описывают солнечный свет как тусклый в течение 535 и 536 годов нашей эры, за которым впоследствии последовало похолодание, которое длилось чуть более десяти лет:
Это был знак солнца, подобного которому никогда раньше не видели и не сообщали. Солнце потемнело, и его темнота длилась восемнадцать месяцев. Каждый день он сиял около четырёх часов, и все же этот свет был лишь слабой тенью. Все заявляли, что Солнце никогда больше не восстановит свой полный свет.
Прокопий Кесарийский отмечал в десятый год правления Юстиниана I (536/537 год):

И в этом году произошло величайшее чудо: весь год солнце испускало свет как луна, без лучей, как будто оно теряло свою силу, перестав, как прежде, чисто и ярко сиять. С того времени, как это началось, не прекращались среди людей ни война, ни моровая язва, ни какое-либо иное бедствие, несущее смерть. Тогда шёл десятый год правления Юстиниана.— Прокопий. История войн (книга IV [Война с вандалами (II)], глава 14. 5—6)
Двумя годами позже, в начале осени 538 года, римский сенатор Кассиодор, служивший при остготском дворе в Равенне, жаловался в письме одному из своих чиновников:
«Солнце, первая из звёзд, потеряло свой желанный свет и стало голубоватым. Мы поражаемся, не видя наших теней днём, чувствуя, как могучий жар солнца ослабевает, и этот феномен, сопровождающийся частичным затмением, продолжается уже больше года. Луна тоже, даже в полнолуние, лишена своего природного величия. Поэтому год проходит странно. У нас была зима без бурь, весна без оттепелей и лето без жары. Как мы можем ожидать урожая, если месяцы, когда злаки должны набирать силу, были холодными? Кажется, что все времена года смешались воедино, и фрукты, которые должны были завязаться под нежными дождями, невозможно рассмотреть с земли. Яблоки только начинают твердеть, когда уже должны быть спелыми, а виноград остаётся кислым».
Ранее они объяснялись как религиозно символическое или локальное явление. В 2010 году было показано, что это фактический отчет о двух отдаленных извержениях вулканов, которые привели к затемнению солнца почти на два года и создали искусственную зиму в Северном полушарии, которая длилась чуть более десяти лет. Поиск сочинений, упоминающих эти темные годы, был предпринят, когда дендрохронологи всего мира начали понимать, что кольца древних деревьев указывают на то, что примерно в это же время начался миниатюрный ледниковый период, длившийся около двух лет. Гипотеза в то время заключалась в том, что это, возможно, результат извержения супервулкана в Южной Америке. Последующие поиски показывают, что, возможно, это были два разных вулкана, которые находились на некотором расстоянии друг от друга.
Епископ Григорий Турский сообщает, что в 580-е годы во Франции частыми были сильные ливни, непогода, наводнения, массовый голод, неурожаи, поздние заморозки, жертвами которых становились птицы. В Норвегии в VI веке н. э. было заброшено 40 % крестьянских хозяйств.
Французский историк Пьер Рише указывает, что в период с 793 по 880 годы 13 лет были связаны с голодом и наводнениями, а 9 лет — с крайне холодными зимами и эпидемиями. В это время в Центральной Европе распространяется проказа.

## Анализ культурных последствий
Поскольку минимум совпал по времени с Великим переселением народов (около 375/76 — 568 годов н. э.), то большинство историков считают его одной из главных причин данного переселения. При этом следует учитывать, что переселение продолжалось более двух столетий и началось ещё в конце предшествовавшего римского климатического оптимума. Возможно, ещё одной причиной переселения стал быстрый прирост населения в Северной Европе, вызванный климатическим оптимумом, а конкретным толчком к переселению стало нападение гуннов в 375/376 годах на Центральную Европу.
Во время минимума произошли крушение Западной Римской империи и демографический упадок. Население Европы в границах Римской Империи снизилось с 39 до 10 млн человек. В VI в. н. э. численность населения областей, которые ранее принадлежали Западной Римской империи, сильно сократилась. Наряду с войнами причинами сокращения населения были неурожаи и эпидемии. Множество сёл, в основном к северу от Альп, были заброшены и поросли лесом. Анализ пыльцы указывает на общий упадок земледелия.
Новые поселения, основанные в VII веке н. э., характеризуются новой структурой и указывают на культурный разрыв с прежней традицией.